# ذا سكاند ساموراي
ذا سكاند ساموراي (بالإنجليزية: The Second Samurai) ، هي لعبة فيديو أنتجها شركة فيفيد إيميج اليابانية، وصدرت في أوروبا سنة 1994م وتعمل بنظام سيجا ميجا درايف ، وتدور القصة حول رجل من الساموراي وامرأة، وهما يعدان لقتل المخلوق المتوحش التي تهم تعذيب الناس.

## وصلات خارجية
- The Second Samurai (Amiga) at GameFAQs
- The Second Samurai (Sega Mega Drive) at GameFAQs